# ابوبکری یاکوبو
ابوبکری یاکوبو (هلندی: Abubakari Yakubu; ۱۳ دسامبر ۱۹۸۱ – ۳۱ اکتبر ۲۰۱۷) یک بازیکن فوتبال اهل غنا بود.

## باشگاهی
از باشگاه‌هایی که در آن بازی کرده‌است می‌توان به آژاکس آمستردام و ویتس‌آرنهم اشاره کرد.

## تیم ملی
وی همچنین در تیم ملی فوتبال غنا بازی کرده‌است.